# Quartier des Épinettes

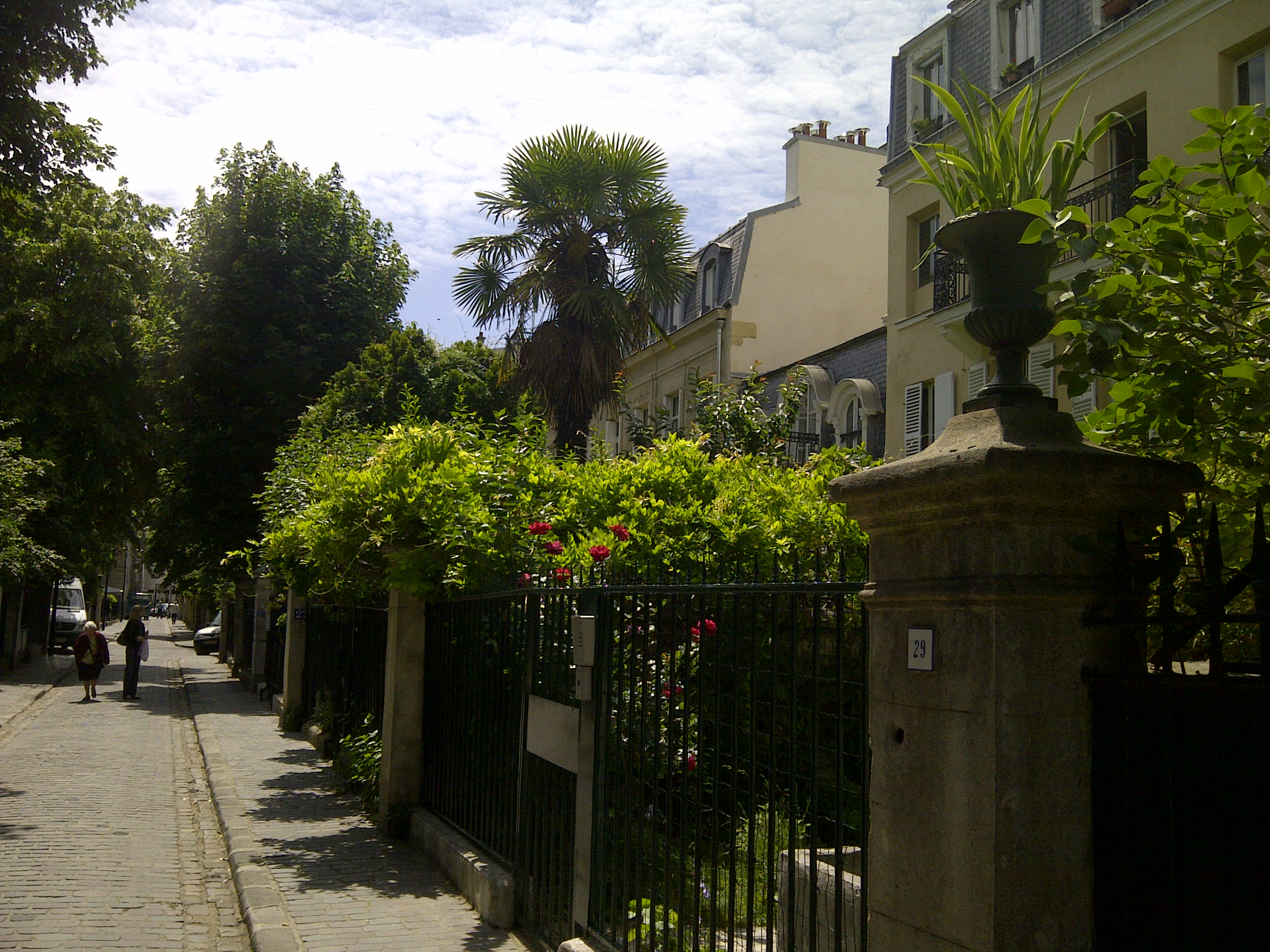
La cité des Fleurs.

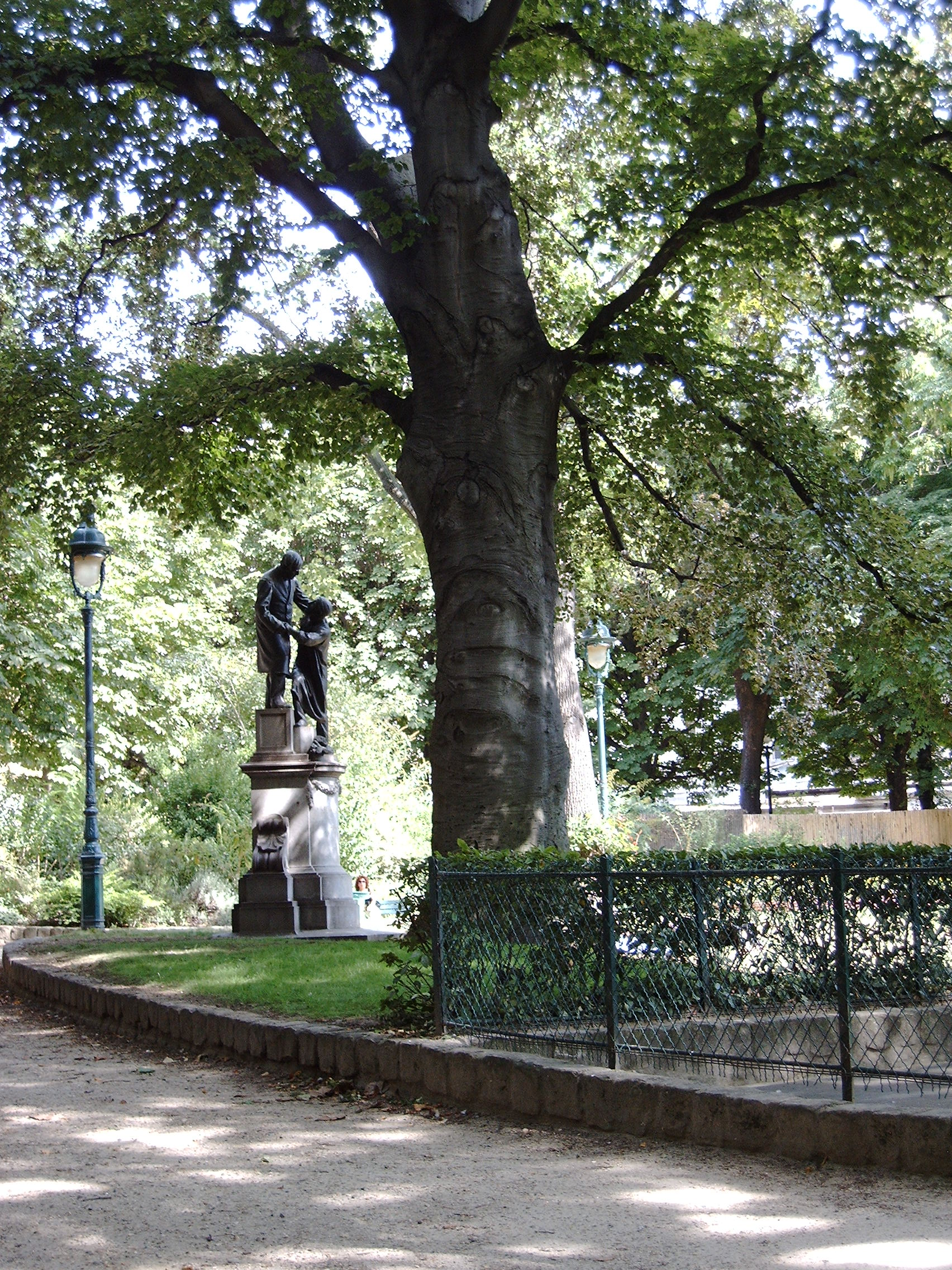
Statue dans le square des Épinettes.

Le quartier des Épinettes est le 68e quartier administratif de Paris situé dans le 17e arrondissement.
Il est, dans la pratique, délimité par l'avenue de Clichy à l'ouest, l'avenue de Saint-Ouen à l'est, ainsi que par les limites de Paris avec les communes de Clichy-la-Garenne et de Saint-Ouen au nord. La délimitation officielle, fixée en 1859 et peu usitée, utilise toutefois comme frontière occidentale l’avenue de Clichy, les rues La Condamine, Lemercier, Cardinet, Bernard-Buffet, le boulevard Berthier et l'avenue de la Porte-de-Clichy ; les conseils de quartier arrêtent ainsi le quartier à l'avenue de Clichy.
Le quartier peut être subdivisé en deux zones, d'une part Brochant/La Fourche/Guy Môquet au sud, et d'autre part Bessières au nord.

## Histoire

### Avant 1860

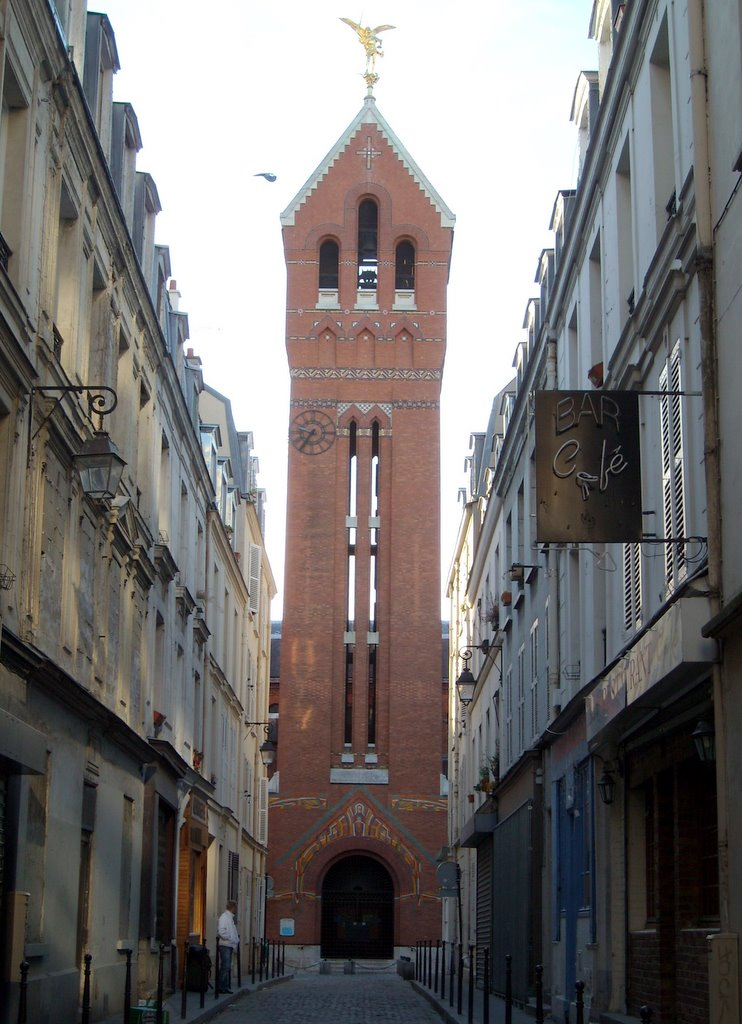
Clocher de l’église Saint-Michel des Batignolles depuis le passage Saint-Michel.

L'origine du nom Épinettes pourrait venir des ronces présentes sur les terres à l'origine, ou d'un cépage de pinot blanc, l’épinette blanche. Selon cette dernière hypothèse, le quartier abritait des vignes de ce cépage. La première mention du nom est notée en 1693 dans un contrat d'échange de terres. Des domaines de chasse royaux sont indiqués dans le secteur de l'actuel quartier des Épinettes sur le plan de Roussel, dessiné en 1730 : remise des Épinettes, remise du Chiendant et remise du Fond ou des Batignolles.
Les Épinettes ont longtemps été un hameau, partie intégrante du village des Batignolles (alors encore dans la commune de Clichy créée à la Révolution), tout en conservant une forte dimension agricole et cynégétique. Quand le village des Batignolles et celui, voisin, de Monceau, très proches de Paris et qui commencent à se développer plus fortement, sont séparés de Clichy en 1830 pour former la nouvelle commune des Batignolles-Monceau, le hameau des Épinettes est naturellement intégré dans cette nouvelle commune. Il se développe lentement comme village lui aussi encore à dominante agricole.
En 1840, l'enceinte de Thiers est construite au nord des Batignolles-Monceau. Ces fortifications isolent le village des autres faubourgs restés hors les murs comme Clichy ou Saint-Ouen. Le 11 décembre 1852, la première section de la ligne de Petite Ceinture est mise en service entre les voies de la Compagnie des chemins de fer de l'Ouest aux Batignolles et celles de la Compagnie des chemins de fer du Nord à La Chapelle. Les voies traversent le nord des Épinettes, dans un secteur alors peu urbanisé.
La loi du 16 juin 1859 dissout la commune des Batignolles-Monceau, son territoire étant presque totalement annexé dans Paris (y compris les fortifications et une partie de la zone inconstructible au-delà). Les Batignolles, Monceau et les Épinettes sont regroupés dans 17e arrondissement de Paris avec le quartier plus ancien des Ternes. Une petite partie des Épinettes située à l'est de l'avenue de Saint-Ouen est toutefois rattachée au 18e arrondissement. La partie située entre la route de la Révolte (actuelle avenue Victor-Hugo à Clichy) et l'enceinte de Thiers est réintégrée à la commune de Clichy. Une petite partie alors non construite au sud de la commune de Saint-Ouen, mais à l'intérieur des fortifications, est également intégrée au nouveau quartier administratif des Épinettes, créé le 3 novembre 1859.

### Depuis l'annexion à Paris en 1860
Le quartier des Épinettes ne se construit fortement qu’à partir des années 1850. La cité des Fleurs voit alors le jour. Le lotissement de la majorité du quartier a lieu dans les années 1860, avec la construction de nombreux immeubles haussmanniens lors du rattachement à la commune de Paris. Le quartier est habité par une population plus ouvrière, le quartier devenant à dominante industrielle, avec l'implantation des usines Goüin (devenues Société de construction des Batignolles, ancêtres de Spie Batignolles), aujourd'hui disparues, entre l'avenue de Clichy et les actuelles rue Boulay et rue Émile-Level, les Verreries pharmaceutiques Léon Warin (rue Ballagny et impasse Compoint), jouxtant la fabrique du malletier Moynat, rue Balagny, actuelle rue Guy-Môquet.
Les industries quittent les Épinettes dans la première moitié du XXe siècle pendant que des logements les remplacent. Quartier alors populaire, il voit passer des personnages de gauche ou d'extrême gauche, comme le futur dirigeant du Vietnam communiste Hô Chi Minh, le député communiste Prosper Môquet ou son fils Guy Môquet. Le POUM en exil s'installa également impasse Compoint. Le quartier est habité par des employés ou des ouvriers qualifiés jusque dans les années 1960-1970, comme l'illustre par exemple le film Antoine et Antoinette de Jacques Becker en 1947.
Déclassée par la loi du 19 avril 1919, l'enceinte de Thiers est progressivement détruite dans les années 1920. Le secteur au nord du boulevard Bessières s'urbanise alors. À l'emplacement des fortifications et de la Zone qui les précédaient sont construits des habitations à bon marché (HBM) et des équipements sportifs. Après la Seconde Guerre mondiale, le secteur de la porte Pouchet est l'objet d'un projet urbain. La tour Bois-le-Prêtre est ainsi construite entre 1959 et 1961. En septembre-octobre 1969, la section porte de Saint-Ouen – porte d'Asnières du boulevard périphérique de Paris est ouverte à la circulation.
Progressivement, les classes populaires sont remplacées par des classes moyennes dans les années 1970 et 1980. Pascale Bessy-Pietri (INSEE) classe ainsi le quartier en 1988 comme « quartier des classes moyennes tertiaires ». Les sociologues Michel Pinçon et Monique Pinçon-Charlot notent ensuite dans Sociologie de Paris que le quartier s'est « embourgeoisé » et que le pourcentage de cadres et de professions intermédiaires est passé de 29,3 à 54,3 % entre 1954 et 1999.

### XXIesiècle
Avec le renchérissement du prix des logements dans la capitale, le quartier accueille davantage de cadres et professions libérales, notamment dans le sud, près des stations de métro La Fourche, Brochant et Guy Môquet, le phénomène restant plus limité dans le nord (Bessières). Le quartier connait ainsi une hausse marquée de ses prix immobiliers depuis une dizaine d'années : les prix au mètre carré ont crû de + 90 % entre début 2006 et le premier trimestre 2017, contre + 46 % pour Paris en moyenne,.
Le Figaro ou Le Nouvel Observateur soulignent que le quartier « tend à s'embourgeoiser avec le réaménagement des Batignolles, » tandis que d’autres parlent de « gentrification », d'« embourgeoisement » ou de « boboïsation » avec « de plus en plus de jeunes cadres ».
Le quartier fait partie de la troisième circonscription de Paris, dans laquelle le député La République en Marche Stanislas Guérini a été élu en juin 2017 par 65,5 % avec la plus large majorité de tout Paris.

## Lieux et monuments remarquables
On y trouve l’église Saint-Joseph-des-Épinettes, le square des Épinettes, la cité des Fleurs, sans oublier le cimetière des Batignolles (qui abrite les tombes d'André Breton, Paul Verlaine, Blaise Cendrars, Ray Ventura ou Benjamin Péret et un important carré russe-orthodoxe) ou l'église Saint-Michel des Batignolles et le square Ernest-Goüin.
On trouve également dans le quartier les Ateliers Berthier ou le théâtre de La Jonquière.
Voisin du nouveau Parc Martin Luther King, le quartier comprend plusieurs espaces verts, comme le square des Épinettes, le square Ernest-Goüin, le square du passage Moncey, le square Jean-Leclaire ou le square Villa Sainte-Croix. On y trouve également des voies piétonnes fleuries comme la cité des Fleurs ou l'impasse Deligny.
La rue Pierre-Rebière, située entre le boulevard des Maréchaux et le boulevard périphérique et entre la porte Pouchet et la porte de Clichy, présente également un intérêt architectural après avoir été entièrement rénovée. Dans le cadre du même projet urbain, la tour Bois-le-Prêtre a été restaurée.

## Transports en commun

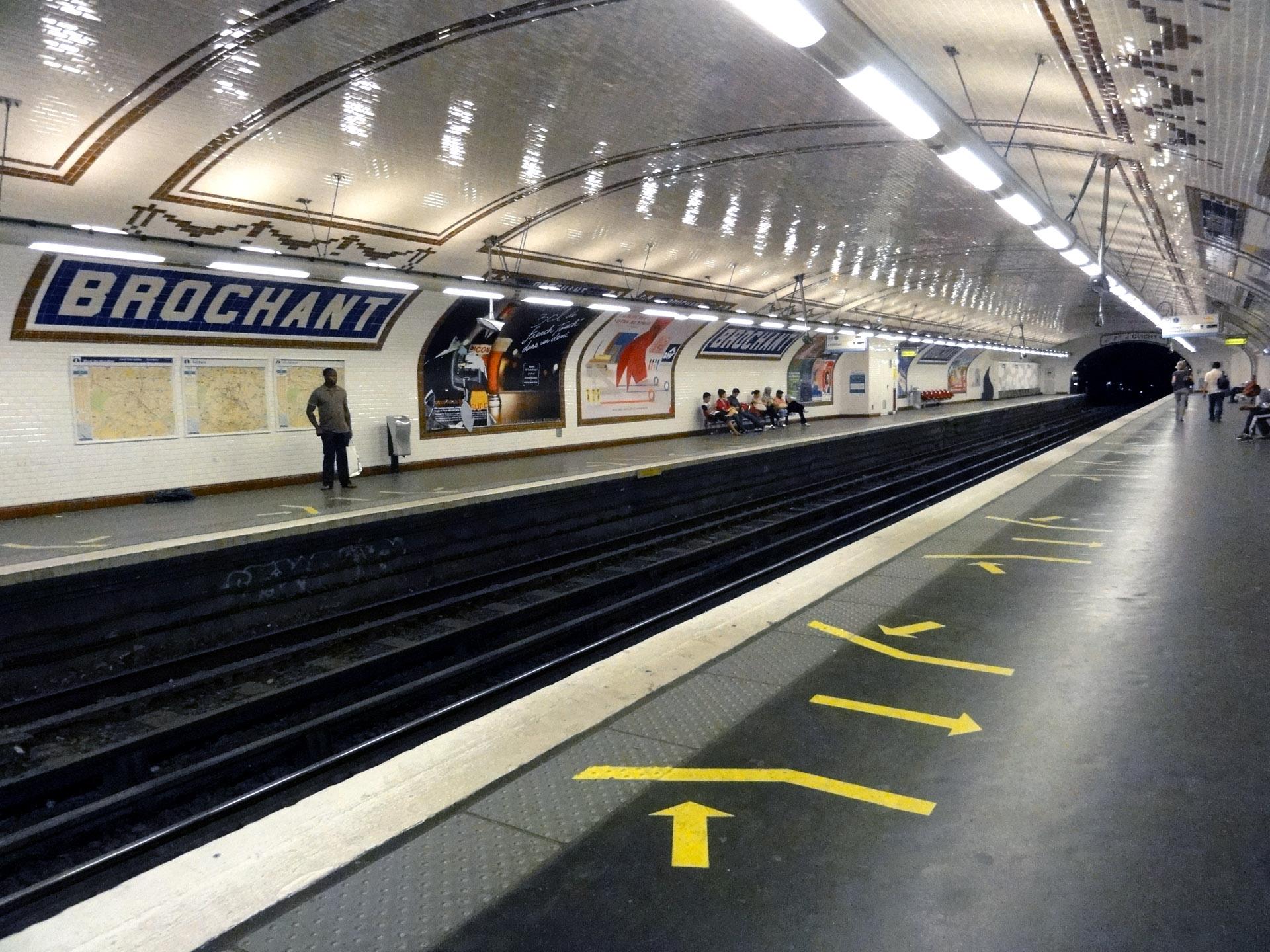
Station de métro Brochant (ligne 13).

Le quartier des Épinettes est desservi par la ligne 13 du métro de Paris aux stations La Fourche, Brochant, Guy Môquet, Porte de Clichy et Porte de Saint-Ouen), ainsi que par le RER C (Porte de Clichy) et par la ligne 3b du tramway d'Île-de-France (Porte de Clichy, Honoré de Balzac, Épinettes-Pouchet et Porte de Saint-Ouen).
Par ailleurs, le prolongement de la ligne 14 à Mairie de Saint-Ouen via Pont-Cardinet et Porte de Clichy complète la desserte du quartier.

## Personnages célèbres associés
- Paul Brousse (1844-1912), médecin et homme politique français du XIXe siècle.
- La féministe Maria Deraismes (1828-1894) résida avenue de Clichy[22], et une statue en sa mémoire se trouve au square des Épinettes, à proximité de l'avenue de Saint-Ouen.
- Fréhel (1891-1951), chanteuse de l'entre-deux-guerres, qui naquit au 2, boulevard Bessières.
- Ernest Goüin (1815-1885), ingénieur et entrepreneur français, fondateur d'Ernest Goüin et Cie.
- Hô Chi Minh (1891-1969), dirigeant du Viet-Nam, résida au 9, impasse Compoint (actuelle villa Compoint) au début des années 1920.
- Le poète Jules Laforgue (1860-1887) résida au 66, rue des Moines.
- Jean Leclaire (1801-1872), chef d'entreprise engagé dans le catholicisme social, qui exerça une profonde influence sur le quartier.
- Gustave Le Rouge (1867-1938), écrivain et journaliste, résida rue Lacaille, rue des Apennins ou rue Lacroix.
- Émile Level (1839-1905), ancien maire du 17e arrondissement.
- Henri Maret (1837-1917), conseiller municipal, élu en 1878, réélu en 1881, radical.
- Prosper Môquet (1897-1986), député du 17e arrondissement (circonscription du quartier des Épinettes) du 3 mai 1936 au 21 janvier 1940.
- Guy Môquet (1924-1941), fils de Prosper Môquet, résida rue Baron[23] et fut élève du lycée Carnot. Une rue et une station de métro portent son nom.
- Alfred Sisley (1839-1899), peintre britannique du mouvement impressionniste résida à la cité des Fleurs, d'où il peignit sa Vue de Montmartre, depuis la Cité des Fleurs aux Batignolles.
- Catherine Deneuve et sa sœur Françoise Dorléac sont nées respectivement en 1943 et 1942 dans l'une des deux cliniques de la cité des Fleurs.